# Hieroteusz I (patriarcha Aleksandrii)
Hieroteusz I (zm. 1845) – prawosławny patriarcha Aleksandrii w latach 1825–1845.

## Życiorys
Urodził się w miejscowości Kleinovo koło Trikali. W 1811 został wybrany biskupem Paronaxias. Z tej pozycji, w 1820 został wybrany na biskupa Nicei. W 1825 został patriarchą Aleksandrii.